# 1988-as afrikai nemzetek kupája
1988-ban került megrendezésre a 16. afrikai nemzetek kupája. A házigazda Marokkó volt, a viadalnak két város  adott otthont. A végső győzelmet Kamerun válogatottja szerezte meg, az együttes a döntőben Nigéria csapatát múlta felül 1-0 arányban.

## Helyszínek
| Város      | Stadion                        | Befogadóképesség |
| ---------- | ------------------------------ | ---------------- |
| Casablanca | V. Mohamed Stadion             |                  |
| Rabat      | Moulay Abdallah herceg Stadion |                  |

## Selejtezők
Az Afrikai Labdarúgó-szövetség 33 tagja nevezett a kontinensviadalra, ezek közül nyolc csapat a selejtezők során visszalépett. Hat csapat kvalifikálta magát a kontinensviadalra. Selejtezők nélkül jutott ki a házigazda Marokkó valamint a címvédő, Egyiptom.

## Részt vevő csapatok
| - Algéria - Egyiptom (címvédő) - Elefántcsontpart - Kamerun | - Kenya - Kongói DK - Marokkó (házigazda) - Nigéria |  |

## Eredmények

### Csoportkör

#### A csoport
| Csapat           | M | Gy | D | V | Rg | Kg | Gk | P |
| ---------------- | - | -- | - | - | -- | -- | -- | - |
| Marokkó          | 3 | 1  | 2 | 0 | 2  | 1  | +1 | 4 |
| Algéria          | 3 | 1  | 1 | 1 | 2  | 2  | 0  | 3 |
| Elefántcsontpart | 3 | 0  | 3 | 0 | 2  | 2  | 0  | 3 |
| Kongói DK        | 3 | 0  | 2 | 1 | 2  | 3  | -1 | 2 |

| 1988. március 13. |

| Marokkó | 1–1   | Kongói DK |
| ------- | ----- | --------- |
|         | (1–0) |           |

| V. Mohamed Stadion, Casablanca Nézőszám: 80 000 |

| 1988. március 13. |

| Elefántcsontpart | 1–1   | Algéria |
| ---------------- | ----- | ------- |
|                  | (0–1) |         |

| V. Mohamed Stadion, Casablanca Nézőszám: 40 000 |

| 1988. március 16. |

| Elefántcsontpart | 1–1   | Kongói DK |
| ---------------- | ----- | --------- |
|                  | (0–1) |           |

| V. Mohamed Stadion, Casablanca Nézőszám: 45 000 |

| 1988. március 16. |

| Marokkó | 1–0   | Algéria |
| ------- | ----- | ------- |
|         | (0–0) |         |

| V. Mohamed Stadion, Casablanca Nézőszám: 78 000 |

| 1988. március 19. |

| Algéria | 1–0   | Kongói DK |
| ------- | ----- | --------- |
|         | (1–0) |           |

| V. Mohamed Stadion, Casablanca Nézőszám: 75 000 |

| 1988. március 19. |

| Marokkó | 0–0   | Elefántcsontpart |
| ------- | ----- | ---------------- |
|         | (0–0) |                  |

| V. Mohamed Stadion, Casablanca Nézőszám: 80 000 |

#### B csoport
| Csapat   | M | Gy | D | V | Rg | Kg | Gk | P |
| -------- | - | -- | - | - | -- | -- | -- | - |
| Nigéria  | 3 | 1  | 2 | 0 | 4  | 1  | +3 | 4 |
| Kamerun  | 3 | 1  | 2 | 0 | 2  | 1  | +1 | 4 |
| Egyiptom | 3 | 1  | 1 | 1 | 3  | 1  | +2 | 3 |
| Kenya    | 3 | 0  | 1 | 2 | 0  | 6  | -6 | 1 |

| 1988. március 14. |

| Kamerun | 1–0   | Egyiptom |
| ------- | ----- | -------- |
|         | (1–0) |          |

| Moulay Abdallah herceg Stadion, Rabat Nézőszám: 5 000 |

| 1988. március 14. |

| Nigéria | 3–0   | Kenya |
| ------- | ----- | ----- |
|         | (3–0) |       |

| Moulay Abdallah herceg Stadion, Rabat Nézőszám: 4 000 |

| 1988. március 17. |

| Kamerun | 1–1   | Nigéria |
| ------- | ----- | ------- |
|         | (1–1) |         |

| Moulay Abdallah herceg Stadion, Rabat Nézőszám: 13 000 |

| 1988. március 17. |

| Egyiptom | 3–0   | Kenya |
| -------- | ----- | ----- |
|          | (1–0) |       |

| Moulay Abdallah herceg Stadion, Rabat Nézőszám: 12 000 |

| 1988. március 20. |

| Kamerun | 0–0   | Kenya |
| ------- | ----- | ----- |
|         | (0–0) |       |

| Moulay Abdallah herceg Stadion, Rabat Nézőszám: 25 000 |

| 1988. március 20. |

| Nigéria | 0–0   | Egyiptom |
| ------- | ----- | -------- |
|         | (0–0) |          |

| Moulay Abdallah herceg Stadion, Rabat Nézőszám: 30 000 |

### Egyenes kieséses szakasz
|  |                          |           |           |                          |   |         |         |       |
|  | Elődöntők                | Elődöntők | Elődöntők |                          |   | Döntő   | Döntő   | Döntő |
|  | Elődöntők                | Elődöntők | Elődöntők |                          |   | Döntő   | Döntő   | Döntő |
|  | március 13. – Rabat      |           |           |                          |   |         |         |       |
|  |                          |           |           |                          |   |         |         |       |
|  | Nigéria                  | Nigéria   | 1 (9)     |                          |   |         |         |       |
|  | Nigéria                  | Nigéria   | 1 (9)     | március 27. – Casablanca |   |         |         |       |
|  | Algéria                  | Algéria   | 1 (8)     |                          |   |         |         |       |
|  | Algéria                  | Algéria   | 1 (8)     |                          |   | Kamerun | Kamerun | 1     |
|  | március 13. – Casablanca |           |           |                          |   | Kamerun | Kamerun | 1     |
|  |                          |           | Nigéria   | Nigéria                  | 0 |         |         |       |
|  | Marokkó                  | Marokkó   | Nigéria   | Nigéria                  | 0 | 0       |         |       |
|  | Marokkó                  | Marokkó   |           |                          |   |         |         |       |
|  | Kamerun                  | Kamerun   | 1         |                          |   |         |         |       |
|  | Kamerun                  | Kamerun   | 1         | Bronzmérkőzés            |   |         |         |       |
|  |                          |           |           |                          |   |         |         |       |
|  | március 26. – Casablanca |           |           |                          |   |         |         |       |
|  |                          |           |           |                          |   |         |         |       |
|  | Algéria                  | Algéria   | 1 (4)     |                          |   |         |         |       |
|  | Algéria                  | Algéria   | 1 (4)     |                          |   |         |         |       |
|  | Marokkó                  | Marokkó   | 1 (3)     |                          |   |         |         |       |
|  | Marokkó                  | Marokkó   | 1 (3)     |                          |   |         |         |       |

#### Elődöntők
| 1988. március 13. |

| Nigéria | 1–1          | Algéria |
| ------- | ------------ | ------- |
|         | (1–0, 1 - 1) |         |

| Moulay Abdallah herceg Stadion, Rabat Nézőszám: 45 000 |

|  |     | 11-esekkel |
|  | 9-8 |            |

| 1988. március 13. |

| Marokkó | 0–1   | Kamerun |
| ------- | ----- | ------- |
|         | (0–0) |         |

| V. Mohamed Stadion, Casablanca Nézőszám: 45 000 |

#### 3. helyért
| 1988. március 26. |

| Algéria | 1–1          | Marokkó |
| ------- | ------------ | ------- |
|         | (0–0, 1 - 1) |         |

| V. Mohamed Stadion, Casablanca Nézőszám: 10 000 |

|  |     | 11-esekkel |
|  | 4-3 |            |

#### Döntő
| 1988. március 27. |

| Kamerun | 1–0   | Nigéria |
| ------- | ----- | ------- |
|         | (0–0) |         |

| V. Mohamed Stadion, Casablanca Nézőszám: 60 000 |

| 1988-as afrikai nemzetek kupája bajnoka: |
| ---------------------------------------- |
| KAMERUN 2. cím                           |

## Gólszerzők
| 2 gól - Lahdar Bellúmi - Roger Milla - Gamal Abdel El-Hamid - Abdoulaye Traoré |

## A bajnokság válogatottja (All Star Team)
| Kapusok             | Védők                                                              | Középpályások                                                    | Csatárok                    |
| ------------------- | ------------------------------------------------------------------ | ---------------------------------------------------------------- | --------------------------- |
| Joseph-Antoine Bell | Tijani El-Maataoui Emmanuel Kundé John Ngalula Buana Stephen Tataw | Kinkomba Kingambo Emil Mbouh-Mbouh Henry Nwosu Louis-Paul M'Fedé | Aziz Bouderbala Roger Milla |

## Külső hivatkozások
- Részletek az RSSSF.com-on